# Île du Dépôt
Die Île du Dépôt (französisch), auch bekannt als Dépôt Island (englisch), ist eine felsige und 160 m lange Insel vor der Küste des ostantarktischen Adélielands. Sie liegt 1 km nordwestlich der Pasteur-Insel nahe dem Zentrum der Dumoulin-Inseln.
Luftaufnahmen entstanden bei der US-amerikanischen Operation Highjump (1946–1947). Teilnehmer einer von 1950 bis 1951 dauernden französischen Antarktisexpedition benannten die Insel nach einem hier im Januar 1951 eingerichteten Materialdepot.